# Voodoo Child (Slight Return)
„Voodoo Child (Slight Return)“ е последната песен в албума на The Jimi Hendrix Experience – Electric Ladyland, издаден през 1968 година. Списание Guitar World нарежда солото на Джими Хендрикс в песента на 11-о място в списъка на „100-те най-велики сола на всички времена“, като 6 други негови песни също намират място в него, повече от който и да е друг изпълнител.

## Запис
В основата на песента е 15-минутната импровизация Voodoo Chile изсвирена заедно с Мич Мичъл, Стив Уинууд и Джак Кесиди. По време на записа на Voodoo Child (Slight Return) в студиото се намира снимачен екип, който Хендрикс споменава:
„Някой снимаше докато почвахме да свирим... Направихме го около три пъти, защото искаха да ни снимат в студиото, казаха ни – „Преструвайте се, че свирите, момчета.“ Така аз реших „Добре, дайте да свирим в ми мажор, едно, две, три, и преминахме към Voodoo Child (Slight Return).“

## Влияние
По време на концерта Live at Fillmore East Хендрикс споменава песента като химн на движението „Черните пантери“.
За песента Джо Сатриани казва:
„Това е просто най-великото записано парче изсвирено на електрическа китара. Всъщност, песента като цяло може да се смята за светия Граал на китарното изразяване и техника. Тя е пътеводител за човечеството.“
През 1970 година, само седмица след смъртта на Хендрикс, песента е издадена като сингъл във Великобритания, като звукозаписната компания прави поредния гаф – именувайки песента Voodoo Chile създавайки известно объркване относно двете песни.
Песента е смятана за една от първите, които съдържат метъл риф. Също така тя е използвана в много филми – Payback, In the Name of the Father, Under Siege, Almost Famous, Flashback, Withnail and I.